# Nationales Jugendkomitee der IMRO

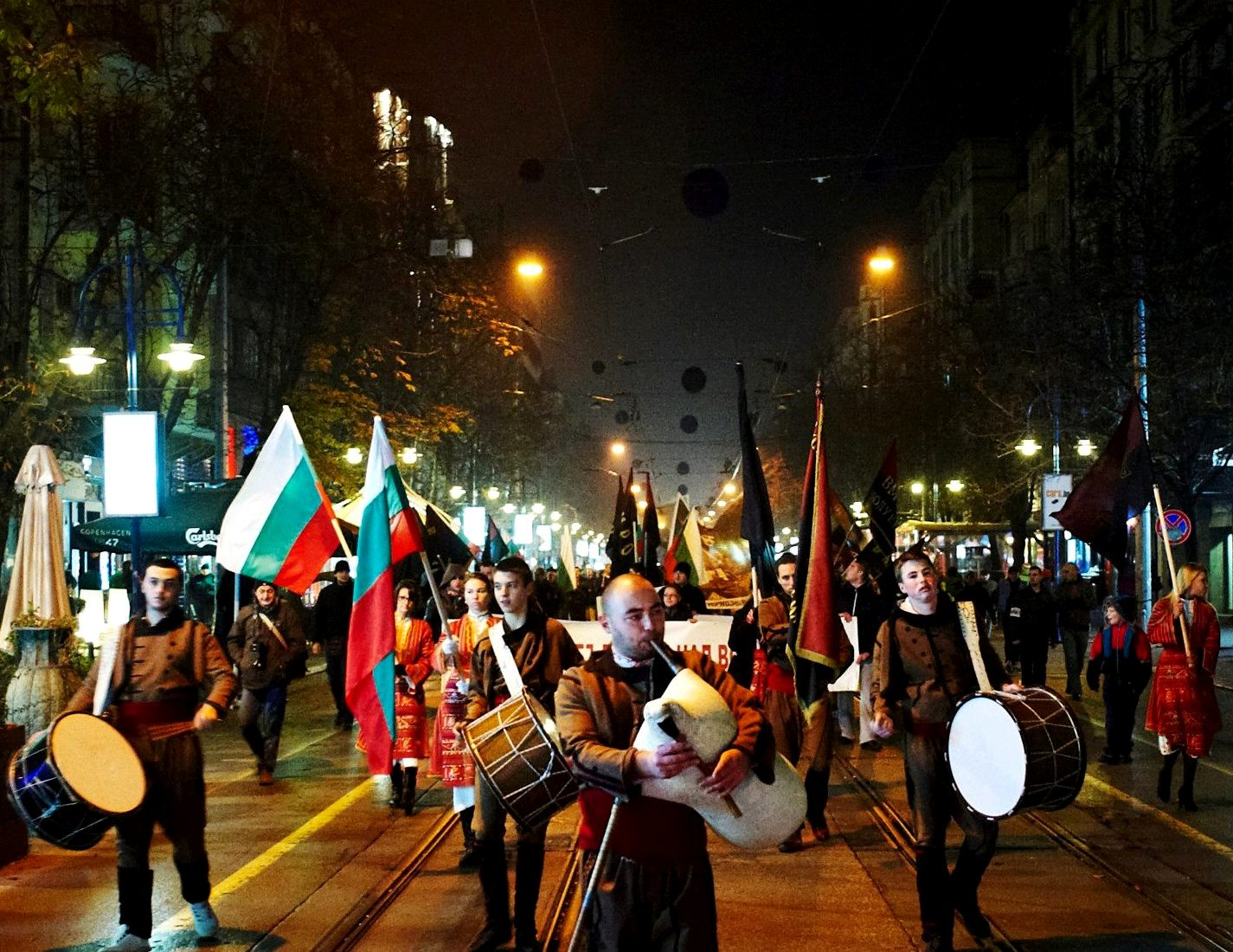
Szene aus der jährlichen Prozession, dem „Bulgarischen Marsch“

Das Nationale Jugendkomitee der politischen Partei „IMRO – Bulgarische Nationale Bewegung“ (bulgarisch Национален младежки комитет на ПП „ВМРО – Българско национално движение“) wurde im Herbst 2001 in Trojan gegründet. Ziel des Komitees war es, alle Jugendorganisationen Bulgariens zu vereinigen. Seit 2004 ist das Nationale Jugendkomitee die offizielle Jugendorganisation der Partei IMRO – Bulgarische Nationale Bewegung.

## Ziele
Das Nationale Jugendkomitee hat sich die Bewahrung und Weiterentwicklung des kulturellen Reichtums Bulgariens und seiner kulturellen Werte ebenso zum Ziel gesetzt wie die Bewahrung des historischen Gedächtnisses. Außerdem möchte es die bulgarische Jugend zu Patriotismus, Selbstachtung und Verantwortungsbewusstsein erziehen und ihre Ausbildung fördern.

## Aktivitäten
Das Komitee organisiert Diskussionen, Konferenzen und Ausstellungen genauso wie Exkursionen und Wandertouren. Es bereitet Proteste, Prozessionen und Konzerte vor. Zudem gibt es Bücher, Broschüren und Multimedia-Erzeugnisse heraus. Das Nationale Jugendkomitee fördert die Zusammenarbeit mit anderen bulgarischen und ausländischen Organisationen.